# Selenops minutus
Espèce
Selenops minutus est une espèce d'araignées aranéomorphes de la famille des Selenopidae.

## Distribution
Cette espèce se rencontre au Guatemala et au Mexique au Chiapas,.

## Description
Le mâle holotype mesure 5 mm et la femelle paratype 8 mm.
Le mâle décrit par Crews en 2011 mesure 4,47 mm et la femelle 6,28 mm.
Le mâle décrit par Chamé-Vázquez, Jiménez et Palacios-Cardiel en 2022 mesure 5,00 mm et la femelle 6,63 mm.

## Systématique et taxinomie
Cette espèce a été décrite par F. O. Pickard-Cambridge en 1900.

## Publication originale
- F. O. Pickard-Cambridge, 1900 : « Arachnida - Araneida and Opiliones. » Biologia Centrali-Americana, Zoology, vol. 2, p. 89-192 (texte intégral).